# Mojosari (Asembagus)
Mojosari is een bestuurslaag in het regentschap Situbondo van de provincie Oost-Java, Indonesië. Mojosari telt 3778 inwoners (volkstelling 2010).